# CEMAC Cup 2009
De zesde editie van de CEMAC Cup werd van 2 tot en met 13 december 2009 gespeeld in de Centraal-Afrikaanse Republiek. De CEMAC Cup is een voetbaltoernooi voor de zes landen uit Centraal-Afrika die aangesloten zijn bij de CEMAC (Communauté Économique et Monétaire de l'Afrique Centrale).
De landen werden op deze editie verdeeld over twee groepen (A en B met elk drie teams). Van beide groepen plaatsten de eerste twee zich voor de halve finale. De beide winnaars van de halve finales gingen naar de finale, de beide verliezers speelden om de derde en vierde plaats.
Het organiserende land won deze editie, het was de eerste overwinning in deze cyclus.

## Groepsfase

### Groep A
| Team                          | Ptn. | GS | W | G | V | GV | GT | DS |
| ----------------------------- | ---- | -- | - | - | - | -- | -- | -- |
| Centraal-Afrikaanse Republiek | 6    | 2  | 2 | 0 | 0 | 3  | 0  | +3 |
| Equatoriaal-Guinea            | 1    | 2  | 0 | 1 | 1 | 2  | 3  | –1 |
| Congo-Brazzaville             | 1    | 2  | 0 | 1 | 1 | 2  | 4  | –2 |

|                                    |                               |       |                    |                                                                  |
| 1 december 2009 «onderlinge duels» | Centraal-Afrikaanse Republiek | 1 – 0 | Equatoriaal-Guinea | Barthélemy Boganda Stadion Bangui, Centraal-Afrikaanse Republiek |
| 1 december 2009 «onderlinge duels» | Amores Dertin 47'             |       |                    | Barthélemy Boganda Stadion Bangui, Centraal-Afrikaanse Republiek |

|                                    |                                                  |       |                                             |                                                                  |
| 3 december 2009 «onderlinge duels» | Congo-Brazzaville                                | 2 – 2 | Equatoriaal-Guinea                          | Barthélemy Boganda Stadion Bangui, Centraal-Afrikaanse Republiek |
| 3 december 2009 «onderlinge duels» | José-Princelin Kouyou 28' Durel Akoli 90' (pen.) |       | Daniel Ekedo 41' (pen.) Emmanuel Essono 83' | Barthélemy Boganda Stadion Bangui, Centraal-Afrikaanse Republiek |

|                                    |                                           |       |                   |                                                                  |
| 5 december 2009 «onderlinge duels» | Centraal-Afrikaanse Republiek             | 2 – 0 | Congo-Brazzaville | Barthélemy Boganda Stadion Bangui, Centraal-Afrikaanse Republiek |
| 5 december 2009 «onderlinge duels» | Ferdinand Kémo 7' Hilaire Momi 87' (pen.) |       |                   | Barthélemy Boganda Stadion Bangui, Centraal-Afrikaanse Republiek |

### Groep B
| Team     | Ptn. | GS | W | G | V | GV | GT | DS |
| -------- | ---- | -- | - | - | - | -- | -- | -- |
| Tsjaad   | 3    | 2  | 1 | 0 | 1 | 4  | 4  | 0  |
| Gabon    | 3    | 2  | 1 | 0 | 1 | 4  | 4  | 0  |
| Kameroen | 3    | 2  | 1 | 0 | 1 | 1  | 1  | 0  |

|                                    |                  |       |        |                                                                  |
| 2 december 2009 «onderlinge duels» | Kameroen         | 1 – 0 | Tsjaad | Barthélemy Boganda Stadion Bangui, Centraal-Afrikaanse Republiek |
| 2 december 2009 «onderlinge duels» | Kelvin Agbor 38' |       |        | Barthélemy Boganda Stadion Bangui, Centraal-Afrikaanse Republiek |

|                                    |                                                                              |       |                                                      |                                                                  |
| 4 december 2009 «onderlinge duels» | Tsjaad                                                                       | 4 – 3 | Gabon                                                | Barthélemy Boganda Stadion Bangui, Centraal-Afrikaanse Republiek |
| 4 december 2009 «onderlinge duels» | Ahmed-Evariste Medego 40' Karl Max Dany 57' Yaya Kerim 69' Leger Djime 90+1' |       | Geoffroy Ngame Essono 28', 33' Johan Lengoualama 76' | Barthélemy Boganda Stadion Bangui, Centraal-Afrikaanse Republiek |

|                                    |                           |       |          |                                                                  |
| 6 december 2009 «onderlinge duels» | Gabon                     | 1 – 0 | Kameroen | Barthélemy Boganda Stadion Bangui, Centraal-Afrikaanse Republiek |
| 6 december 2009 «onderlinge duels» | Geoffroy Ngame Essono 53' |       |          | Barthélemy Boganda Stadion Bangui, Centraal-Afrikaanse Republiek |

## Knock-outfase
|  | halve finale         | halve finale         |   |                      | finale               | finale |
|  |                      |                      |   |                      |                      |        |
|  | 9 december – Bangui  |                      |   |                      |                      |        |
|  | Centraal-Afrika      | 2                    |   |                      |                      |        |
|  | Gabon                | 1                    |   |                      |                      |        |
|  |                      |                      |   |                      |                      |        |
|  |                      |                      |   |                      | 13 december – Bangui |        |
|  |                      |                      |   |                      | Centraal-Afrika      | 3      |
|  |                      | Equatoriaal-Guinea   | 0 |                      |                      |        |
|  |                      |                      |   |                      |                      |        |
|  |                      |                      |   |                      | derde plaats         |        |
|  | 10 december – Bangui | 10 december – Bangui |   | 12 december – Bangui | 12 december – Bangui |        |
|  | Tsjaad               | 0                    |   | Tsjaad               | 2                    |        |
|  | Equatoriaal-Guinea   | 1                    |   |                      | Gabon                | 1      |

### Halve finale
|                                    |                               |       |                       |                                                                  |
| 9 december 2009 «onderlinge duels» | Centraal-Afrikaanse Republiek | 2 – 1 | Gabon                 | Barthélemy Boganda Stadion Bangui, Centraal-Afrikaanse Republiek |
| 9 december 2009 «onderlinge duels» | Hilaire Momi 3', 39'          |       | Johan Lengoualama 13' | Barthélemy Boganda Stadion Bangui, Centraal-Afrikaanse Republiek |

|                                     |        |                   |                    |                                                                  |
| 10 december 2009 «onderlinge duels» | Tsjaad | 0 – 1             | Equatoriaal-Guinea | Barthélemy Boganda Stadion Bangui, Centraal-Afrikaanse Republiek |
| 10 december 2009 «onderlinge duels» |        | Landry Mpondo 62' |                    | Barthélemy Boganda Stadion Bangui, Centraal-Afrikaanse Republiek |

### Troostfinale
|                                     |                                  |       |                                  |                                                                  |
| 12 december 2009 «onderlinge duels» | Tsjaad                           | 2 – 1 | Gabon                            | Barthélemy Boganda Stadion Bangui, Centraal-Afrikaanse Republiek |
| 12 december 2009 «onderlinge duels» | Yaya Kerim 32' Karl Max Dany 79' |       | Geoffroy Ngame Essono 23' (pen.) | Barthélemy Boganda Stadion Bangui, Centraal-Afrikaanse Republiek |

### Finale
|                                     |                                      |        |                    | |
| 13 december 2009 «onderlinge duels» | Centraal-Afrikaanse Republiek        | 3 – 0  | Equatoriaal-Guinea | Barthélemy Boganda Stadion Bangui, Centraal-Afrikaanse Republiek Toeschouwers: 20.000 Scheidsrechter: Neguel Damgwa |
| 13 december 2009 «onderlinge duels» | Salif Keita 2' Hilaire Momi 13', 86' | Report |                    | Barthélemy Boganda Stadion Bangui, Centraal-Afrikaanse Republiek Toeschouwers: 20.000 Scheidsrechter: Neguel Damgwa |

| Winnaar CEMAC Cup 2009                   |
| ---------------------------------------- |
|                                          |
| Centraal-Afrikaanse Republiek (1e titel) |

Congo-Brazzaville 2003 · Gabon 2005 · Equatoriaal-Guinea 2006 · Tsjaad 2007 · Kameroen 2008 · Centraal Afrikaanse Republiek 2009 · Congo-Brazzaville 2010 · Gabon 2013 · Equatoriaal-Guinea 2014